# 齿大卫跳蛛
齿大卫跳蛛（学名：Davidia magnidens）为跳蛛科大卫跳蛛属的动物。在中国大陆，分布于浙江等地。该物种的模式产地在浙江。